# Isla Kapalai
Isla Kapalai (en malayo: Pulau Kapalai) es una isla de Malasia, conocida por sus resorts de buceo, administrativamente pertenece al estado de Sabah.
La isla de Kapalai, esta a solo 15 minutos de Sipadan, era una hermosa isla hace doscientos años, pero ahora es solo un banco de arena. La erosión ha reducido la isla a nivel del mar y el pueblo ahora se asienta en el borde de los arrecifes Ligitan. Todos los edificios están sobre pilotes que descansan en el arrecife bajo el agua.
Kapalai se encuentra un par de horas desde la costa este de Borneo en el sudeste de Asia. Esto hace que sea un lugar remoto, pero hay vuelos diarios desde Kota Kinabalu, que esta a poco menos de una hora de vuelo hasta Tawau.